# Wuba (socken i Kina, Henan)
Wuba (kinesiska: 吴坝, 吴坝乡) är en socken i Kina. Den ligger i provinsen Henan, i den centrala delen av landet, omkring 260 kilometer nordost om provinshuvudstaden Zhengzhou. Antalet invånare är 26 080. Befolkningen består av 13 263 kvinnor och 12 817 män. Barn under 15 år utgör 25,0 %, vuxna 15-64 år 65 %, och äldre över 65 år 9,0 %.
Genomsnittlig årsnederbörd är 861 millimeter. Den regnigaste månaden är juli, med i genomsnitt 255 mm nederbörd, och den torraste är januari, med 5 mm nederbörd.